# Geschlechtsorgan

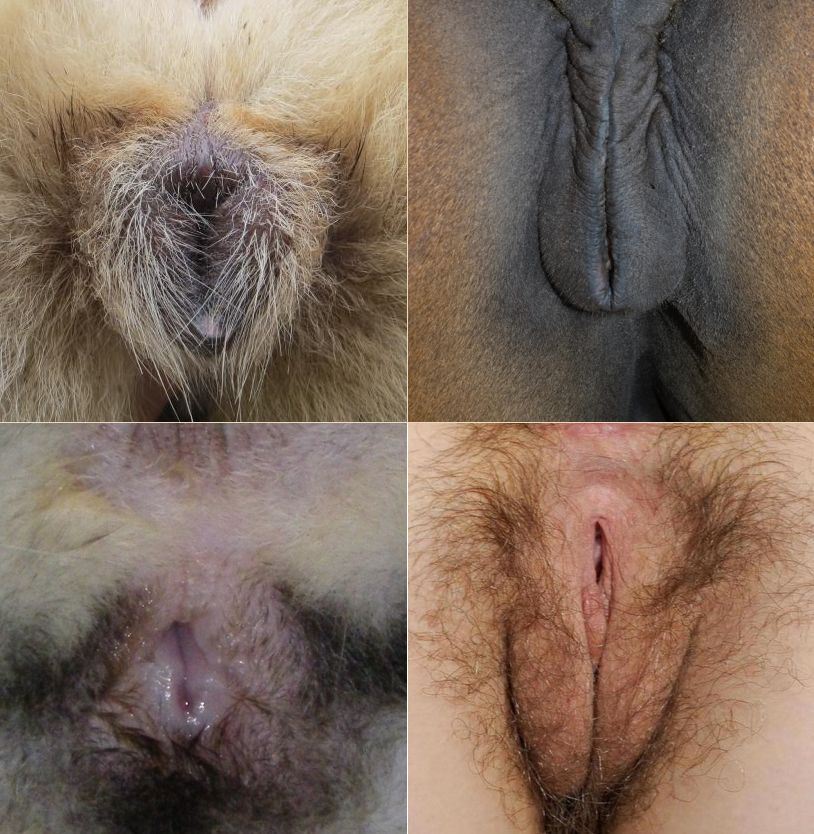
Äußere weibliche Geschlechtsorgane verschiedener Säugetiere: Schäferhündin, Stute, Katze, Mensch

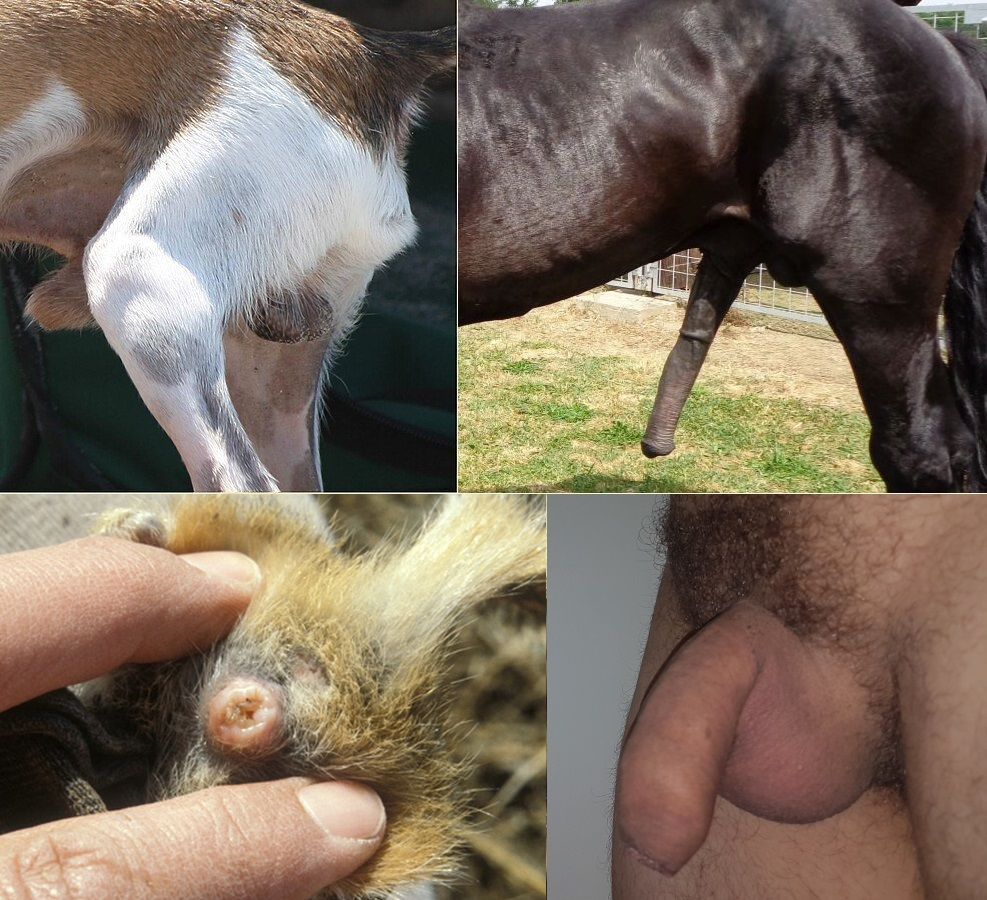
Äußere männliche Geschlechtsorgane unterschiedlicher Säugetiere: Haushund, Hengst, Richardson-Ziesel und Mensch

Ein Geschlechtsorgan (lateinisch Organum genitale; synonym Fortpflanzungsorgan, Sexualorgan, Geschlechtsteil, Genitale, Geschlecht) ist ein Organ von Lebewesen mit zwei oder mehreren Paarungstypen (Geschlechtern), dessen Funktion im Zusammenhang mit der sexuellen Fortpflanzung steht. Die Geschlechtsorgane werden auch als primäre Geschlechtsmerkmale bezeichnet.
In diesem Artikel werden vorrangig die Geschlechtsorgane von Wirbeltieren einschließlich des Menschen behandelt. Zu den Geschlechtsorganen von Pflanzen siehe Fruchtblatt und Staubblatt.

## Allgemeine Unterscheidungen
Funktional unterscheidet man zwischen den Sexualorganen – Organen, die der Begattung bzw. der Ausübung von Geschlechtsverkehr dienen – und den Reproduktionsorganen, welche die Fortpflanzung gewährleisten. Weiterhin werden äußere von inneren Geschlechtsorganen unterschieden. Bei männlichen Individuen kommt hinzu, dass der Penis eine dritte Funktion hat, denn er ist durch die Harnröhre ein Teil der ableitenden Harnwege. Unterschieden wird ferner zwischen den eigentlichen (primären) Geschlechtsdrüsen wie Hoden und Eierstöcke und (zusätzlichen) akzessorischen Geschlechtsdrüsen.

### Reproduktionsorgane
Die Funktion als Reproduktionsorgane bei der Bildung und Reifung der Gameten hängt von der Bildung und Ausschüttung von Releasing-Hormonen und von in der Hypophyse freigesetzten Steuerungshormonen ab, die ihrerseits die Bildung von Sexualhormonen in den Gonaden anregen. Die Ausprägung der Geschlechtsorgane wird schon beim Ungeborenen sowie in der Kindheit und in der Pubertät entscheidend durch Sexualhormone beeinflusst.

### Sexualorgane
Damit die unmittelbar der Paarung dienenden Sexualorgane ihre physiologischen Funktionen entfalten können, ist sexuelle Erregung erforderlich. Diese stellt eine multiple Reaktion des limbischen Systems im Gehirn dar, sie baut das Paarungsverlangen auf (siehe auch sexueller Reaktionszyklus, Human sexual response cycle).

## Ontogenetische Entwicklung der Geschlechtsorgane

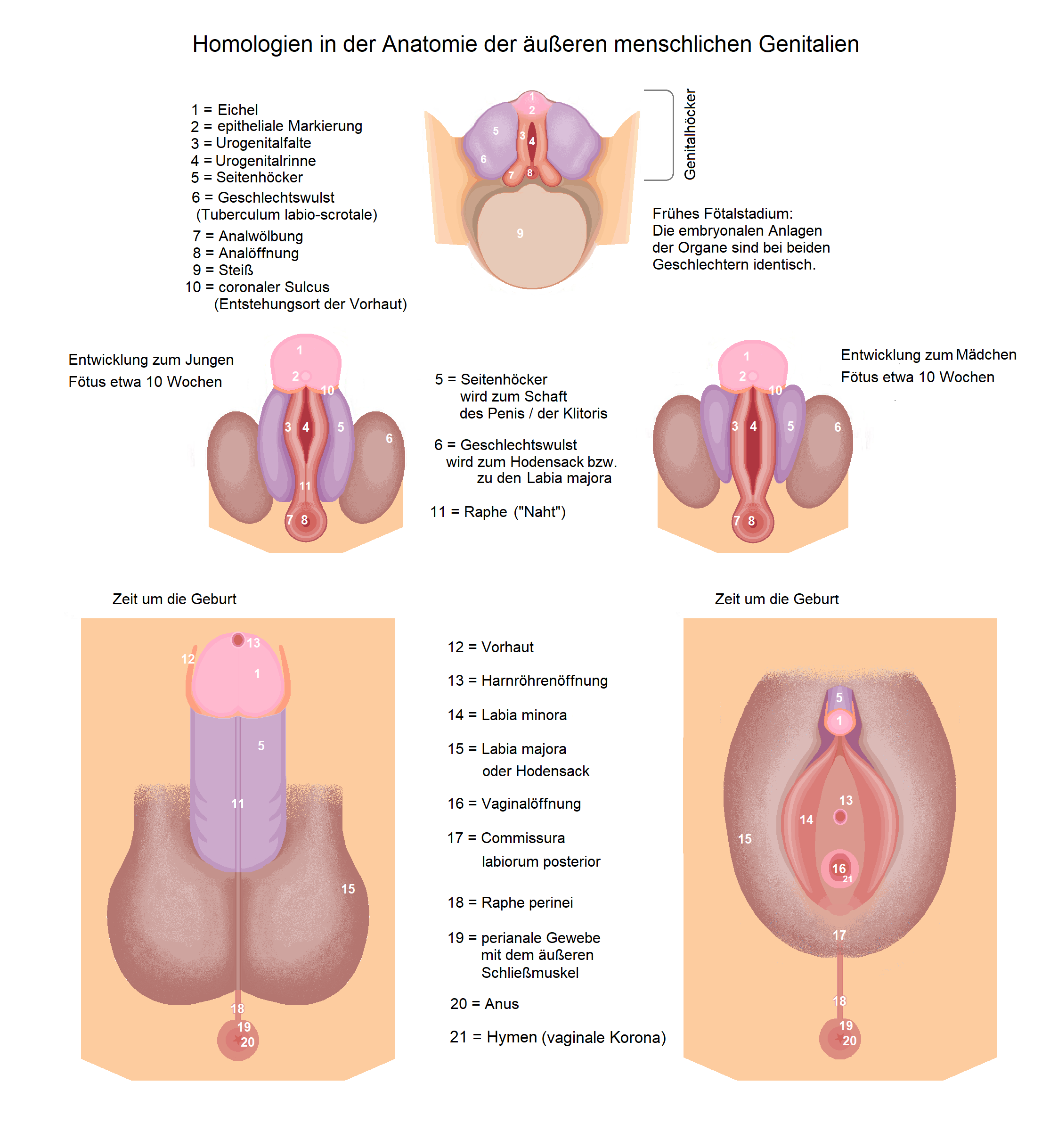
Unterschiedliche Entwicklung der menschlichen Geschlechtsorgane beim männlichen und weiblichen Fötus bis zum Neugeborenen

Während der frühen Embryogenese bzw. Fetogenese weisen die Anlagen für die Geschlechtsorgane bei Säugetierembryonen beiderlei Geschlechts indifferente Strukturen auf, die sich dann pränatal zu weiblichen oder männlichen Ableitungen entwickeln. Infolge der Entwicklung aus gemeinsamen frühembryonalen Anlagen haben einige – jedoch nicht alle – Geschlechtsorgane in einem Geschlecht eine homologe Entsprechung in dem anderen Geschlecht. Der gesamte Prozess der sexuellen Differenzierung umfasst auch die in der juvenilen Phase stattfindende Entwicklung sekundärer Geschlechtsmerkmale. Wegen der starken sexuellen Selektion, die die Struktur und Funktion der Genitalien beeinflusst, bilden sie ein Organsystem, das sich schneller als jedes andere entwickelt. Eine große Vielfalt an genitalen Formen und Funktionen ist daher bei Tieren zu finden.
Die Anlage der Keimdrüsen entsteht neben der Urniere. Dort bildet sich aus Coelomepithel, Mesenchym und Teilen der Urniere die Genitalleiste. Aus deren Mittelteil bildet sich das Gonadenblastem, in welches aus dem Entoderm des Dottersacks und des Allantoisstiels die Urkeimzellen einwandern. Dabei entstehen unter Einbeziehung von weiteren Urnierenzellen die Keimstränge. Die weitere Entwicklung ist bei den meisten Säugetieren vom SRY-Gen abhängig. Dessen Anwesenheit führt zur Differenzierung der Keimdrüsenanlage zum Hoden und damit zur Ausprägung des männlichen Geschlechts. Fehlt das SRY-Gen, entstehen die Eierstöcke und die anderen weiblichen Geschlechtsorgane. Die weitere Entwicklung wird dann vor allem durch die Hormone der Keimdrüsen gesteuert. Der Urnierengang (Wolff-Gang) entwickelt sich unter dem Einfluss von Testosteron zu Nebenhodenkanal, Samenleiter und Bläschendrüse, während er sich bei weiblichen Individuen weitestgehend zurückbildet. Bei den meisten Säugetieren wandern die Hoden um die Geburt herum aus dem Bauchraum durch den Leistenkanal in den Hodensack („Hodenabstieg“, Descensus testis). Bei weiblichen Tieren entstehen aus einem weiteren Gang seitlich des Urnierengangs, dem Müller-Gang, die Eileiter, die Gebärmutter und die Vagina. Bei männlichen Föten bilden die Sertoli-Zellen der fetalen Hoden das Anti-Müller-Hormon, welches zur Rückbildung der Müller-Gänge führt.
Die äußeren Geschlechtsorgane entstehen durch Mesenchymbildungen, die als Genitalhöcker bezeichnet werden. Bei männlichen Föten verlängert sich dieser unter Testosteroneinfluss zum Phallus. An seiner Unterseite entsteht die Urogenitalrinne, die von den beiden Urogenitalfalten flankiert wird. Letztere werden beim weiblichen Fötus zu den Schamlippen. Seitlich der Geschlechtshöcker entstehen die Genitalwülste, aus denen beim männlichen Fötus der Hodensack entsteht, während sie sich beim weiblichen Fötus weitgehend zurückbilden.
Neben einer eindeutig männlichen oder weiblichen Ausprägung kann es zur Ausprägung von Merkmalen beider Geschlechter kommen, die Hermaphroditismus genannt wird.
Während die Entwicklung zum männlichen oder weiblichen Geschlecht bei Säugetieren unumkehrbar ist, können bei einigen Reptilien, Amphibien und Fischen auch adulte Tiere ihr Geschlecht im Laufe des Lebens verändern (Dichogamie).

## Weibliche und männliche Geschlechtsorgane
Die männlichen und weiblichen Organe des menschlichen Fortpflanzungssystems unterscheiden sich zwar sowohl in den äußerlich sichtbaren als auch in den inneren Strukturen, sie sind jedoch miteinander verwandt, denn sie teilen einen gemeinsamen Entwicklungspfad. Bei beiden Geschlechtern gibt es Organe, die hinsichtlich ihrer Lage und/oder funktionell eine Entsprechung im jeweils anderen Geschlecht haben. Da es auch Organe gibt, die nur bei einem Geschlecht ausgebildet werden, sind dennoch nicht alle als biologisch homologe Organe zu betrachten.

### Weibliche Geschlechtsorgane der Säugetiere

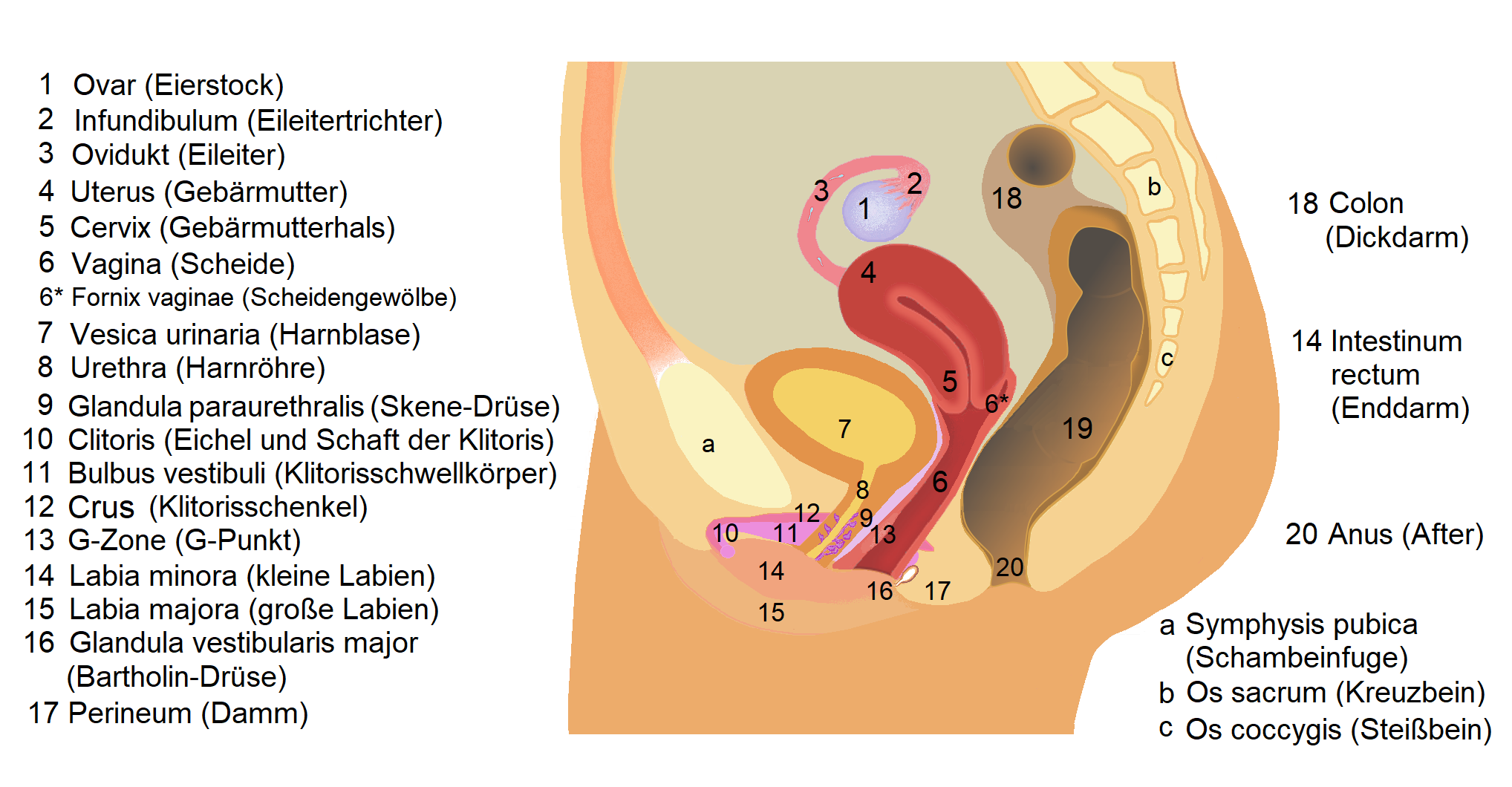
Schematische Darstellung der inneren und äußeren Geschlechtsorgane einer Frau

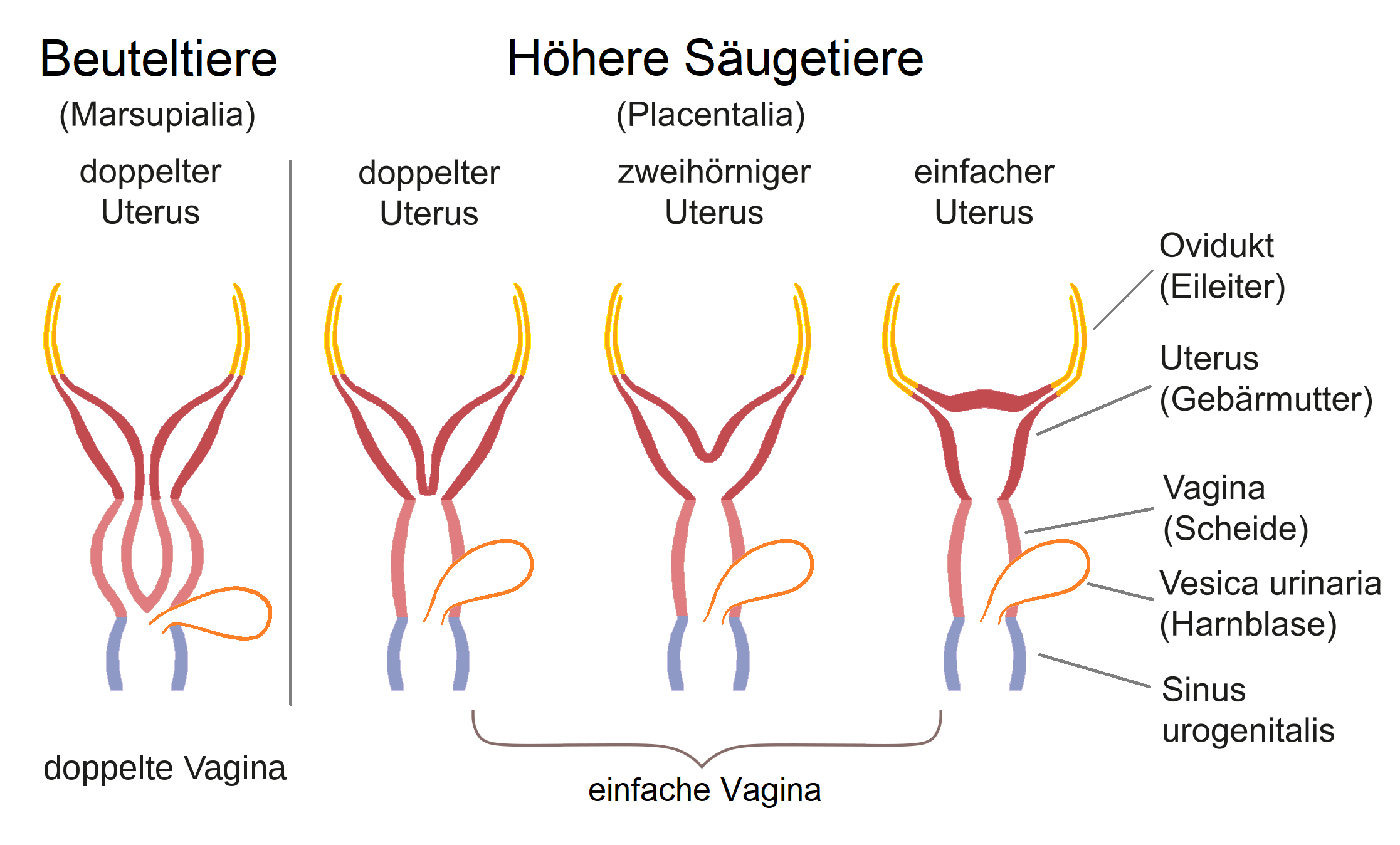
Vagina und Uterus sind bei den Beuteltieren paarig angelegt. Die Höheren Säugetiere haben nur eine Vagina.
Ihr Uterus kann paarig oder unpaarig sein.

Bei den Theria finden sich in der Anatomie des Genitaltrakts interspezifische Unterschiede, wobei insbesondere bei den weiblichen Tieren starke Variationen bestehen.
Die weiblichen Geschlechtsorgane (Organa genitalia feminina) werden wie folgt eingeteilt:

#### Äußere weibliche Geschlechtsorgane
Die Vulva bildet die Gesamtheit der äußeren weiblichen Geschlechtsorgane. Beim Menschen verläuft sie vom Venushügel bis zum Perineum. Die äußeren Schamlippen schließen mit der Schamspalte die inneren Schamlippen, den Scheidenvorhof, den Ausgang der Harnröhre sowie die Klitoris samt Klitorisvorhaut ein. Der Scheidenvorhof stellt die Verbindung zu den inneren weiblichen Geschlechtsorganen dar.

#### Innere weibliche Geschlechtsorgane
Die Vagina ist die Verbindung zwischen den äußeren und inneren weiblichen Geschlechtsorganen. Die Vagina des Menschen, auch Scheide genannt, mündet unten in den Scheidenvorhof und wird oberhalb durch den äußeren Muttermund abgeschlossen, der in den Gebärmutterhals (Cervix uteri) führt. In der Gebärmutter (Uterus) können sich befruchtete Eizellen bzw. Blastocysten einnisten (Nidation).
Die Bildung und Reifung der Eizellen erfolgt in den Eierstöcken, von wo aus sie über die Eileiter, in denen sie befruchtet werden können, in die Gebärmutter gelangen. Die Eierstöcke sind gleichzeitig Hormondrüsen.

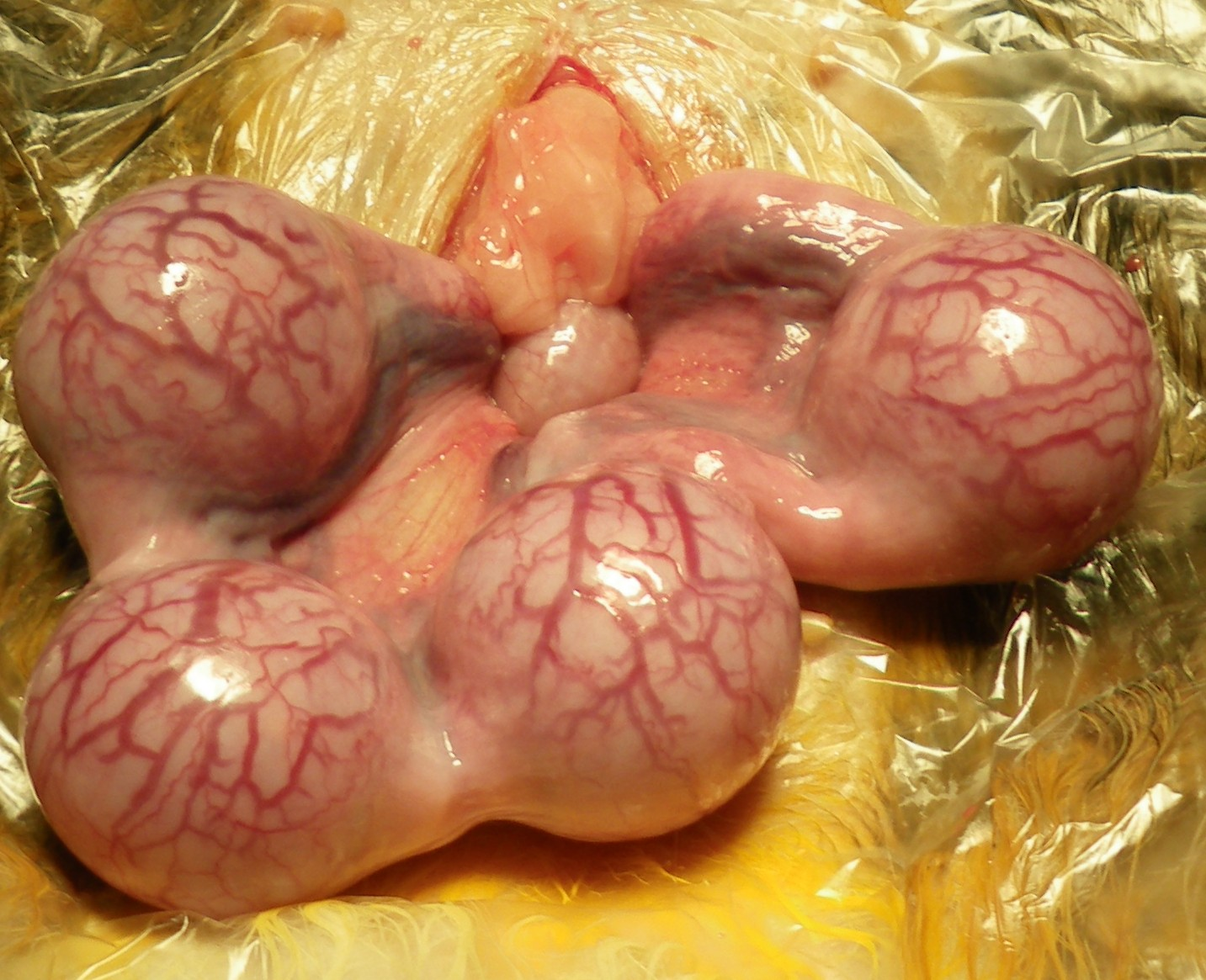
Aufnahme der Gebärmutter einer trächtigen Katze

Studien an Mäusen zeigten, dass bei der Entwicklung des Urogenitaltrakts vor allem die Hox-Gene eine essentielle Rolle spielen, insbesondere die Gene HOXA9, A10, A11 und A13. In Tierversuchen wurde nachgewiesen, dass HOXA10 für die Uterusentwicklung, HOXA11 für den kaudalen Uterus- und Zervix-Anteil, HOXA13 für die obere Vagina und HOXA9 für die Eileiterentwicklung als Transkriptionsfaktoren verantwortlich sind.
Bei Höheren Säugetieren unterscheiden sich sowohl die Struktur der inneren Geschlechtsorgane als auch die Dauer der Trächtigkeit enorm. Während bei der Hausmaus 20 bis 23 Tage normal sind, können bei Elefantenkühen bis zu 680 Tage zwischen Befruchtung und Geburt vergehen. Vor der Geburt entwickeln sich die Milchdrüsen und produzieren Milch, mit der das Muttertier den Nachwuchs über Zitzen oder ein Euter säugt.

#### Akzessorische Geschlechtsdrüsen
- Paraurethraldrüse
- Bartholinsche Drüsen

### Männliche Geschlechtsorgane der Säugetiere

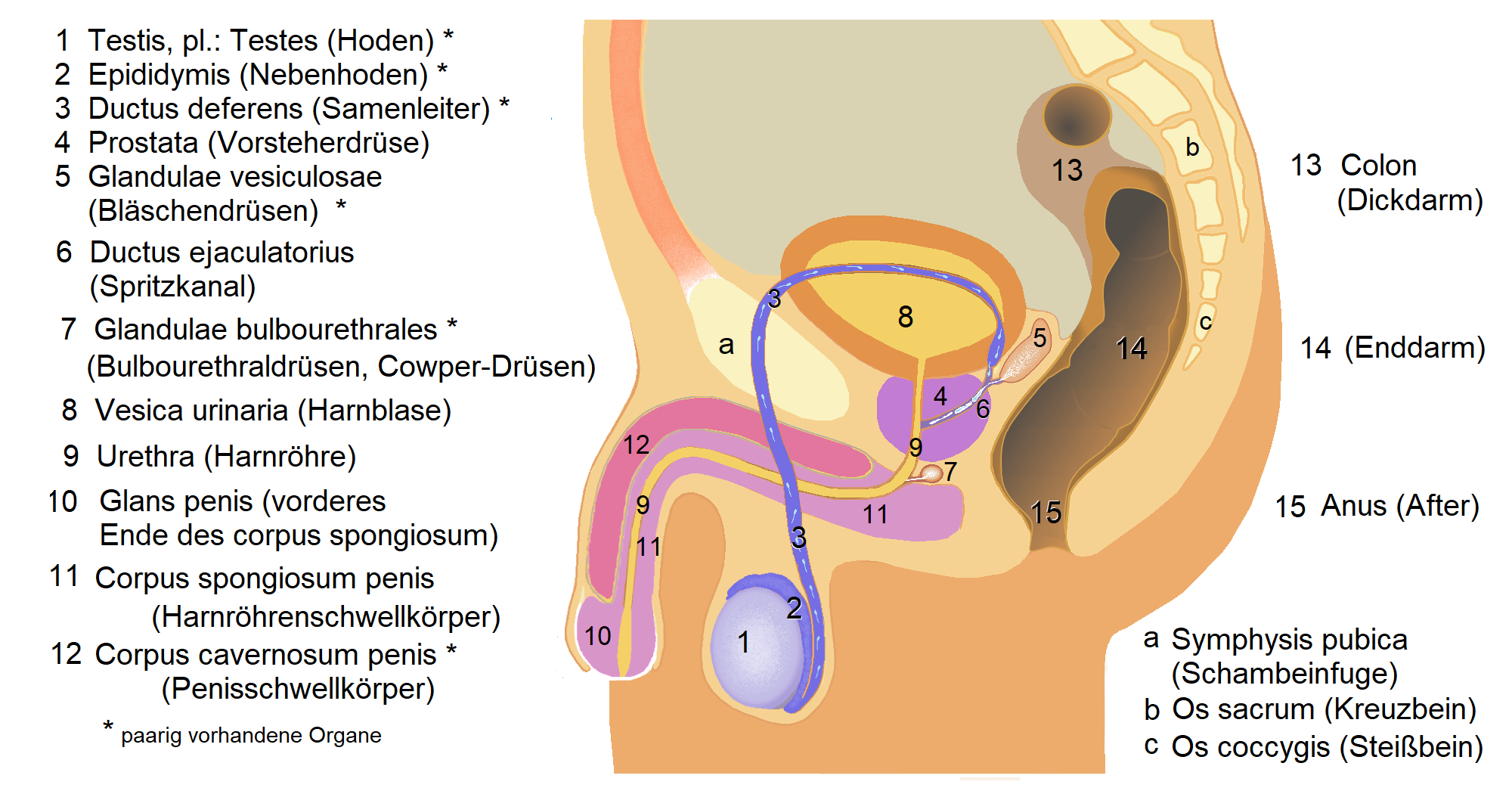
Schematische Darstellung der inneren und äußeren Geschlechtsorgane eines Mannes.

Der Penis ist das Begattungsorgan des männlichen Tieres bzw. des Mannes. Darüber hinaus ist er gleichzeitig ein Teil der ableitenden Harnwege, indem er die Harnröhre umschließt. Der Hodensack (Skrotum) ist ein Hautsack unterhalb des Penis. Er umhüllt einen Teil der inneren Geschlechtsorgane: die Hoden, die Nebenhoden und den dort beginnenden unteren Teil der Samenleiter. Die Einteilung der männlichen Geschlechtsorgane (Organa genitalia masculina) mag auf den ersten Blick erstaunen: Die Hoden liegen zwar außen, zählen aber dennoch zu den inneren Geschlechtsorganen. Dies ist darin begründet, dass die Hoden sich zunächst im Bauchraum entwickeln und bei den meisten Säugetieren erst bei oder nach der Geburt in den Hodensack wandern (Hodenabstieg, Descensus testis).

#### Äußere männliche Geschlechtsorgane
Folgende Einträge beschreiben die äußeren männlichen Geschlechtsorgane bei unterschiedlichen Säugetieren:
- Penis des Menschen
- Penis der Säugetiere
- Penis der Hunde
- Hodensack

#### Innere männliche Geschlechtsorgane
Die Hoden sind die männlichen Keimdrüsen. Sie sind das Bildungsgewebe der männlichen Keimzellen, der Spermien, und sind gleichzeitig Hormondrüsen. Zu den inneren Geschlechtsorganen gehören hier des Weiteren die Nebenhoden, Samenleiter sowie die Prostata und einige weitere Drüsen.

#### Akzessorische Geschlechtsdrüsen
Entlang des Samenweges sind bei den männlichen Säugetieren bis zu vier paarige akzessorische (zusätzliche) Geschlechtsdrüsen ausgebildet. Dies sind die Samenleiterampulle, die Samenblasendrüse, die Prostata und die Bulbourethraldrüse. Sie produzieren einen Großteil der Samenflüssigkeit (Ejakulat).

#### Alte Bezeichnung
Die alte Bezeichnung „Gemächt“ (von mittelhochdeutsch gemaht/gemëht/gemëhte) bezeichnet das männliche Geschlechtsteil, wurde aber unter anderem auch in den Bedeutungen Geschlechtsteil(e), Geschlechtsorgane, Penis, Hoden(sack) und (sowohl Frau als auch Mann betreffend) „Zeugungsglied“ verwendet.

## Geschlechtsorgane der übrigen Wirbeltiere

### Vögel
Bei Vögeln liegen die Hoden vor den Nieren an den Nebennieren. Der Samenleiter führt zum männlichen Begattungsorgan. Der Penis der Vögel liegt in der Kloake und kann vorstülpbar oder in Form kleiner erigierbarer Höckerchen oder Falten ausgebildet sein. Die Erektion erfolgt durch Lymphe. Bei den weiblichen Vögeln sind in der Regel nur die linksseitigen Teile der Geschlechtsorgane ausgebildet, die rechtsseitigen werden zwar angelegt, bilden sich aber noch während der Embryonalentwicklung wieder zurück. Der (linke) Eierstock liegt vor der Niere und erscheint durch die vielen Dotterkugeln traubenförmig. Die weiteren Teile der weiblichen Geschlechtsorgane werden aufgrund des gewundenen Verlaufs als Legedarm (Oviductus, Ovidukt) bezeichnet. Er kann in fünf Abschnitte unterteilt werden und dient der Bildung der Hagelschnüre, des Eiklars, der Eischale und des Eioberhäutchens. Der Ovidukt mündet in die Kloake.

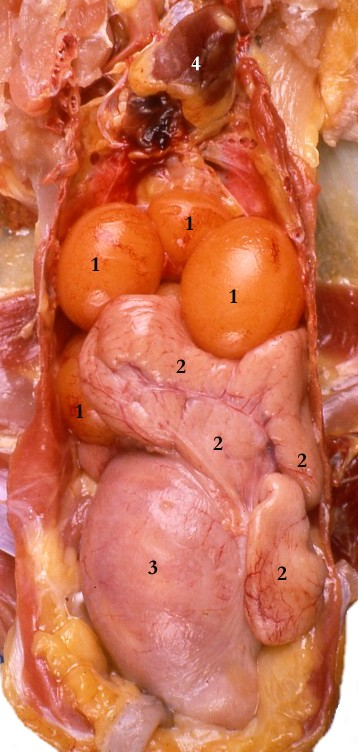
Eierstock mit Dotterkugeln (1) und Legedarm (2, 3) eines Haushuhns
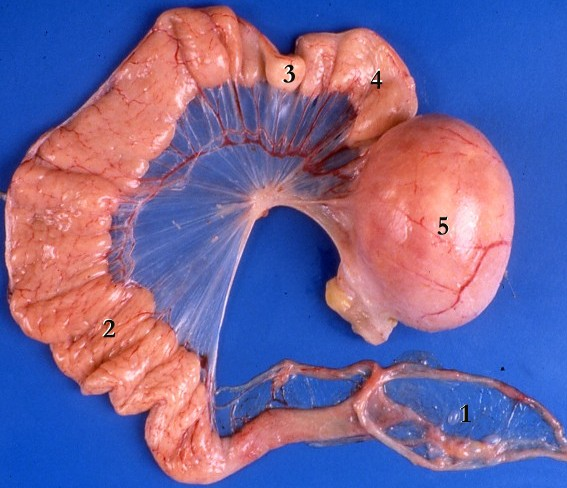
Legedarm eines Haushuhns: 1 Infundibulum, 2 Magnum, 3 Isthmus, 4 Uterus, 5 Vagina mit Ei
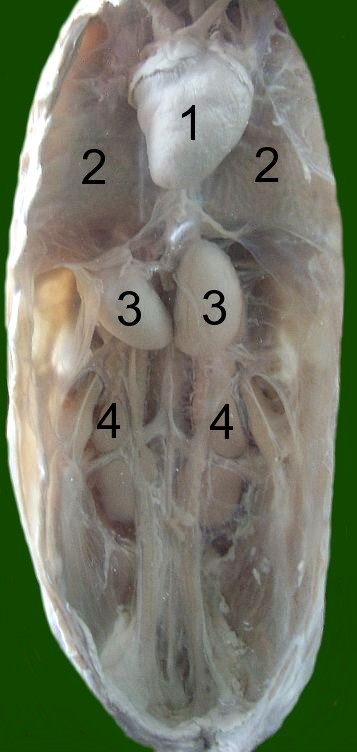
Situs eines Haushahns (ohne Verdauungsorgane): 3 Hoden
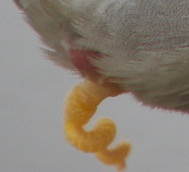
Penis einer Stockente

### Reptilien

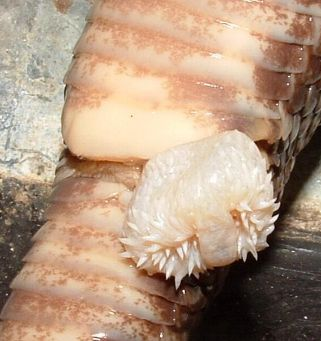
Hemipenis einer Klapperschlange

Bei Reptilien liegen die Hoden in der Bauchhöhle. Der Nebenhoden ist als langer Gang ausgebildet und fehlt bei Schlangen. Der Samenleiter (Vas deferens) führt in die Kloake. Bei den Schuppenkriechtieren ist ein paariger Hemipenis ausgebildet, bei der Begattung wird aber nur einer dieser beiden Kopulationsorgane benutzt. Die Schildkröten haben einen unpaaren Penis. Die weiblichen Geschlechtsorgane sind paarig angelegt, bei den Blindschlangen werden die der linken Seite jedoch zurückgebildet. Die Eierstöcke liegen in der Bauchhöhle. Über den Eileitertrichter gelangen die Dotterkugeln in den Eileiter. Hier finden die Befruchtung und die Bildung der übrigen Eianteile statt. Er mündet auf einem kleinen Zapfen, der Genitalpapille, in die Kloake.

### Amphibien

Schematische Darstellung der männlichen Geschlechtsorgane einer Kröte

Bei den Amphibien entstehen aus der Anlage der Keimdrüsen zusätzlich ein Fettkörper und bei Kröten auch das Bidder-Organ. Die Hoden liegen beidseits an der rückenseitigen Bauchwand. Ihre 3–30 ableitenden Kanälchen (Ductuli efferentes) vereinigen sich zu größeren Sammelgängen, welche in den vorderen Pol der Urniere ziehen, der damit de facto als Nebenhoden fungiert. Dort gewinnen sie Anschluss an die Nierentubuli und damit an den Urnierengang (Wolff-Gang), welcher bei männlichen Amphibien somit ein gemeinsamer Harn-Samenleiter (Ductus urogenitalis) ist. Dieser hat im Bereich seiner Mündung in die Kloake artspezifische Modifikationen (Ampulle, Samenbläschen, gewundener Wollf-Gang oder Sinus urogenitalis), die als Samenspeicher dienen. Begattungsorgane fehlen den Amphibien. Die Eierstöcke liegen ebenfalls in der Leibeshöhle. Die Eizellen werden in die Coelomhöhle abgegeben, von dort gelangen sie in den Ovidukt, der wie bei anderen Wirbeltieren aus dem Müller-Gang entsteht. Hier bekommen sie eine mehrlagige klebrige Hülle, die das Zusammenkleben der Eipakete ermöglicht. Der Ovidukt mündet in die Kloake. Der Urnierengang ist bei den weiblichen Amphibien ein reiner Harnleiter.

### Fische
Die meisten Fische sind getrenntgeschlechtlich. Die meist paarigen Hoden bzw. Eierstöcke liegen unterhalb der Schwimmblase im Bauchraum und können in der Laichzeit beträchtlich an Größe zunehmen. Bei etwa 500 der 28.000 Fischarten aus 27 Familien können auch adulte Tiere sich unter bestimmten Umweltbedingungen zum anderen Geschlecht entwickeln. Dieser Vorgang wird Dichogamie genannt. Bei Thalassoma bifasciatum entstehen sogar nahezu immer zunächst Weibchen (Rogener), bei Abwesenheit eines dominanten Männchens wechselt ein Rogener sein Geschlecht zum Männchen (Milchner, Proterogynie). Diese Geschlechtstransformation dauert nur etwa 8 bis 10 Tage. Bei Anemonenfischen ist es umgekehrt, hier lebt ein Weibchen mit mehreren Männchen, stirbt das Weibchen, bildet sich bei einem Milchner der Hoden zum Eierstock um (Proterandrie). Schleimaale haben nur eine unpaarige zwittrige Keimdrüse, die männlichen und weiblichen Keimzellen (Gameten) entstehen aber zeitversetzt, so dass eine Eigenbefruchtung (Autogamie) weitgehend ausgeschlossen ist.

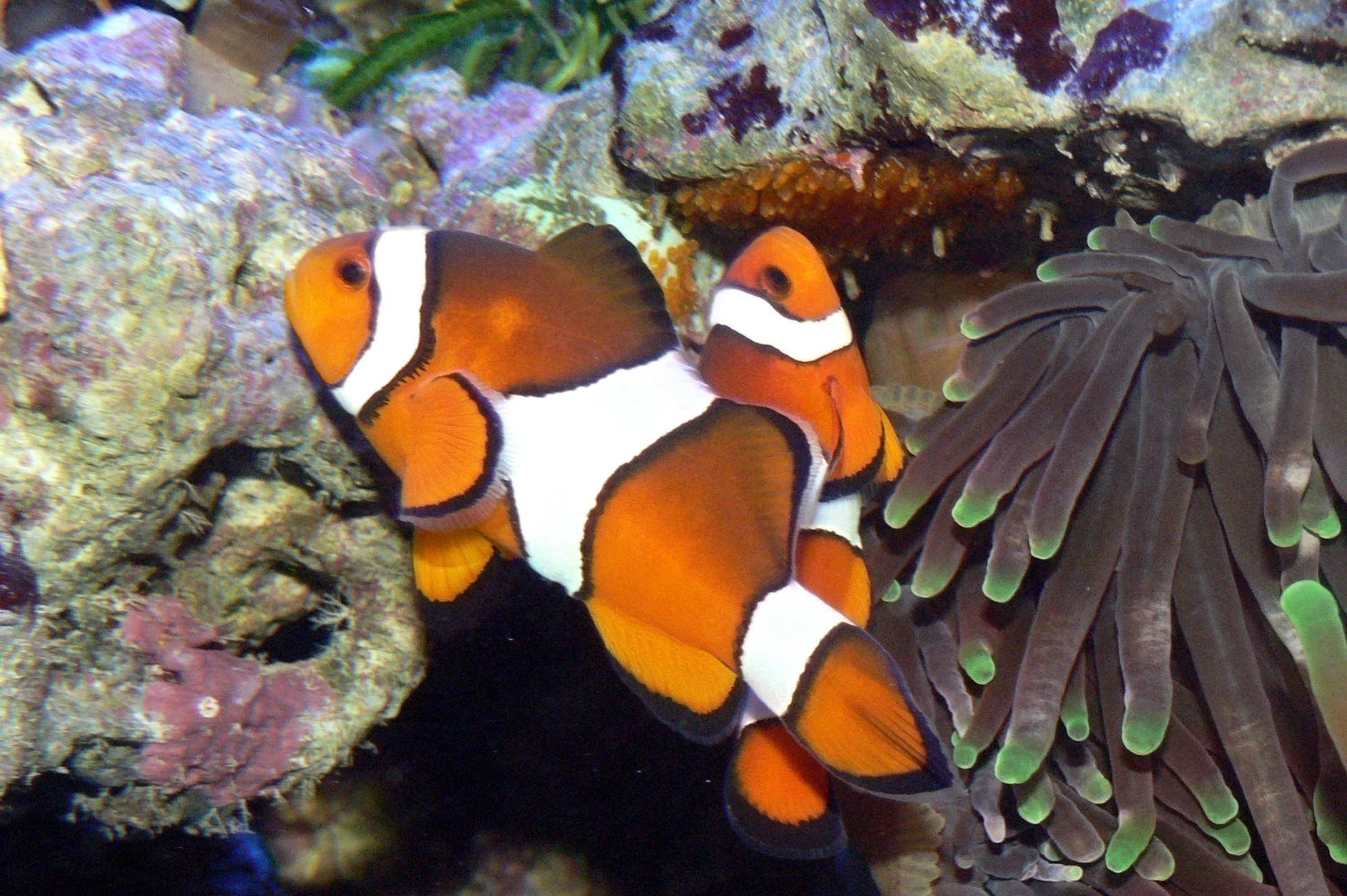
Echter Clownfisch, eine dichogame Fischart, bei der ein Männchen zum Weibchen werden kann (Proterandrie)
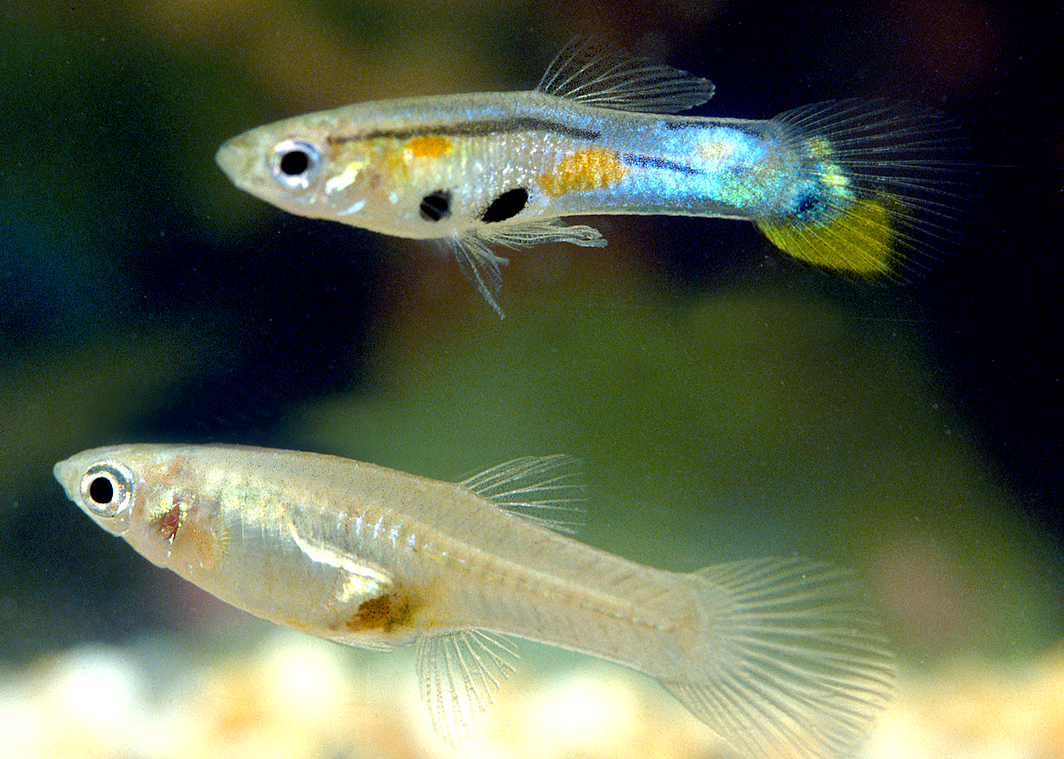
Guppy: unten Weibchen, oben Männchen mit Gonopodium
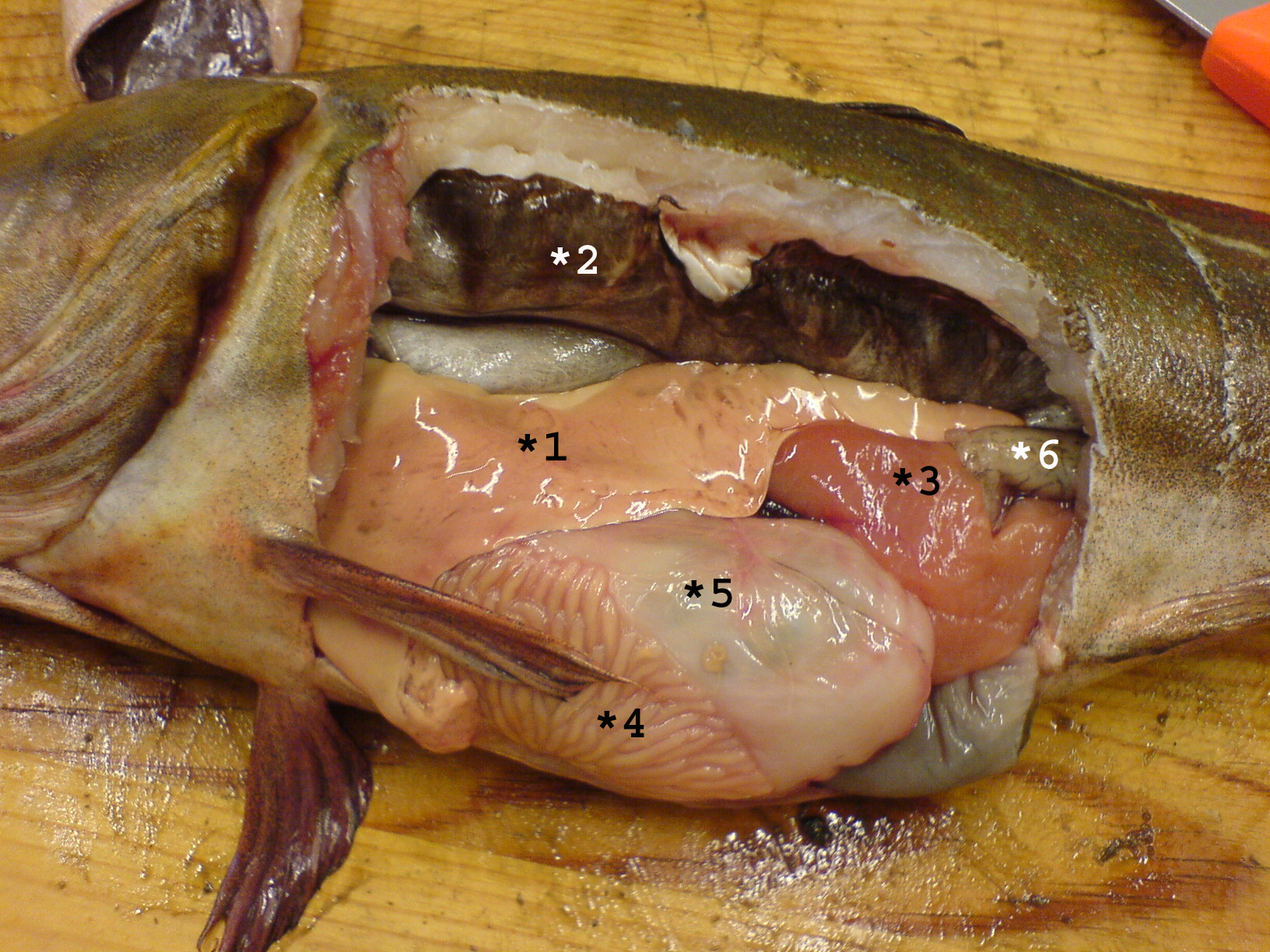
Innere Organe eines Kabeljaus, Nr. 3: Eierstock
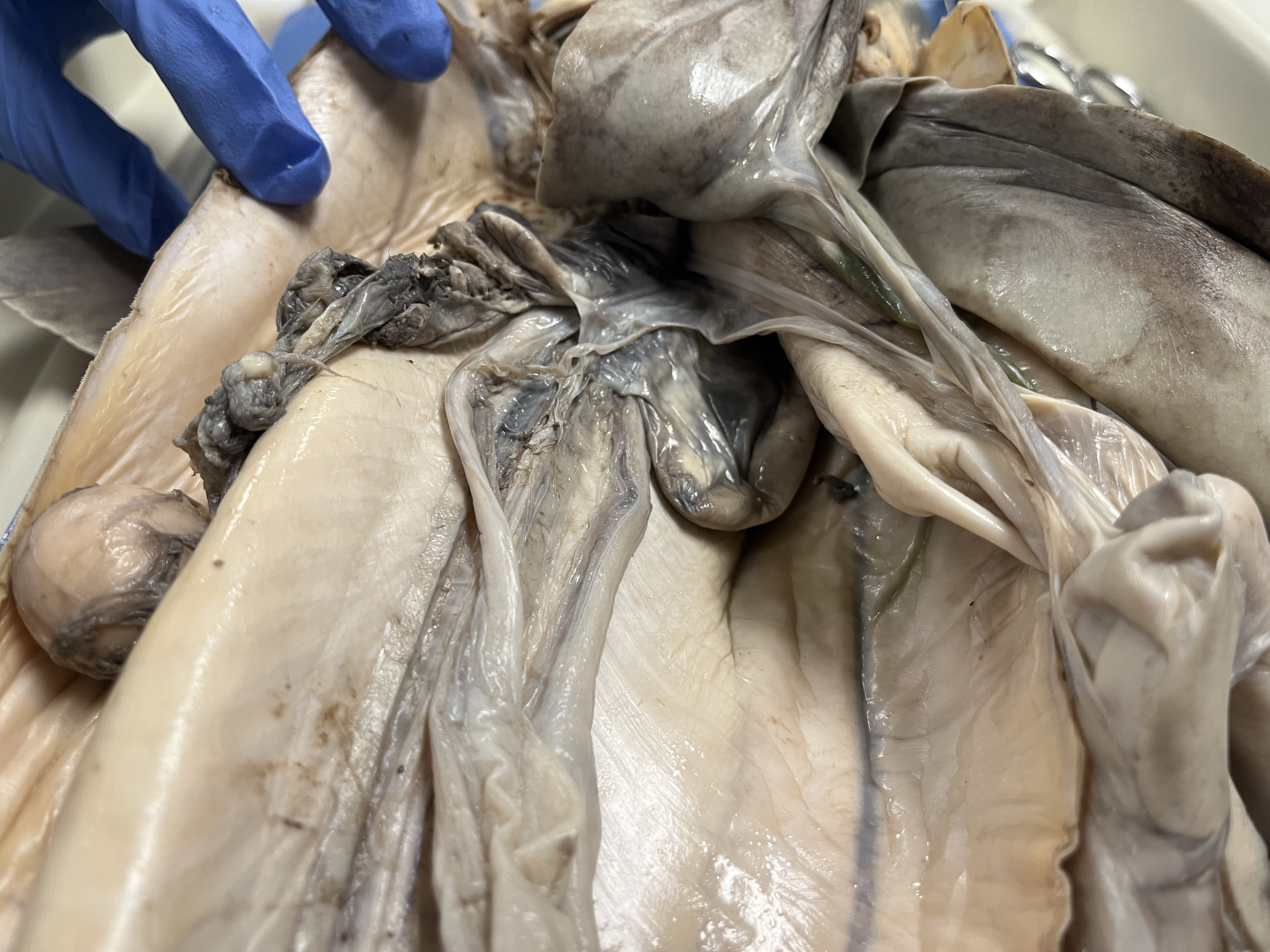
Reproduktionsorgane eines weiblichen Dornhais
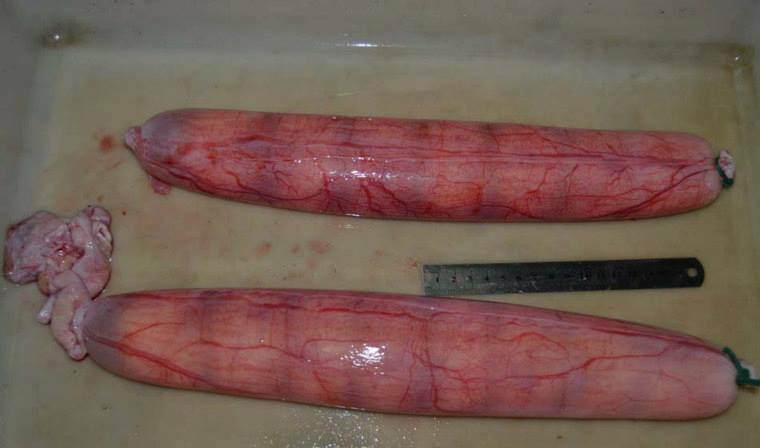
Uteri eines Kleinen Schlafhais

Die Hoden der meisten Fische haben keine Tubuli seminiferi, die Spermien werden in ihnen entsprechenden runden Bildungen, den Spermienampullen gebildet. Die Spermienampullen werden zur Laichsaison gebildet und anschließend wieder zurückgebildet. Bei Rundmäulern, Lachsfischen, Aalen werden die Keimzellen (Gameten) direkt in die Bauchhöhle und von dort über eine Bauchöffnung freigesetzt. Andere Fischarten haben spezielle Ausführungsgänge. Die Befruchtung findet bei den meisten Fischarten durch Abgabe der Eier und des Spermas ins Wasser statt, Begattungsorgane sind dafür nicht notwendig. Bei lebendgebärenden Haien und Knochenfischen gibt es eine innere Befruchtung, die männlichen Begattungsorgane werden bei ihnen Klaspern genannt, sie entstehen aus umgewandelten Bauchflossen. Das Gonopodium der lebendgebärenden Zahnkarpfen ist eine umgestaltete Afterflosse.

## Geschlechtsorgane der Wirbellosen
Auch die Keimdrüse bei Wirbellosen wird als Testis (Hoden) bzw. Ovar (Eierstock) bezeichnet. Viele Wirbellose, beispielsweise die Plattwürmer, sind Zwitter, das heißt, sowohl Hoden als auch Eierstöcke sind in einem Individuum angelegt, bei Bandwürmern enthält sogar jedes Bandwurmglied sowohl Hoden als auch Eierstock. Es gibt aber auch Zwitter, bei denen bei jedem Individuum nur eines der beiden Gonaden aktiv ist. Bei einigen Wirbellosen wie Lungenschnecken oder Hinterkiemerschnecken sind Hoden und Eierstock zu einem Organ verschmolzen, der Ovotestis. Bei einigen Tieren erfolgt die Fortpflanzung über Jungfernzeugung (Parthenogenese), die Nachkommen entstehen aus unbefruchteten Keimzellen. Ringelwürmer, viele Fadenwürmer und die Gliederfüßer sind getrenntgeschlechtlich. Die Abgabe der Geschlechtszellen erfolgt durch spezielle Öffnungen wie den Gonoporus, bei einigen finden sich auch Kopulationsorgane wie Bursa copulatrix, Gonopodium, Aedeagus, Pedipalpus oder Ovipositor, teilweise auch als Penis oder Phallus bezeichnet.

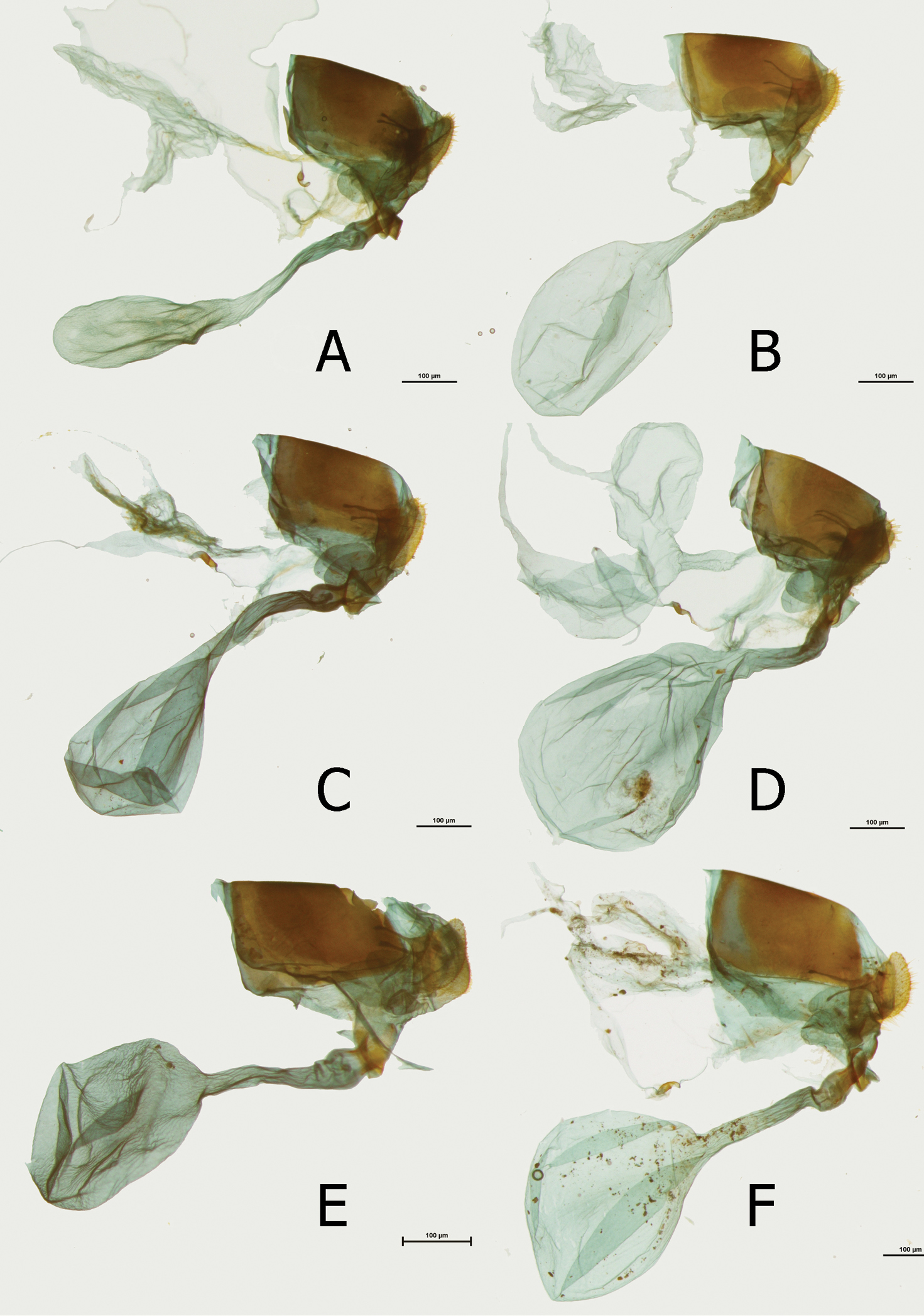
Seitliche Aufnahme der weiblichen Geschlechtsorgane des Edelfalters Euphaedra cyparissa
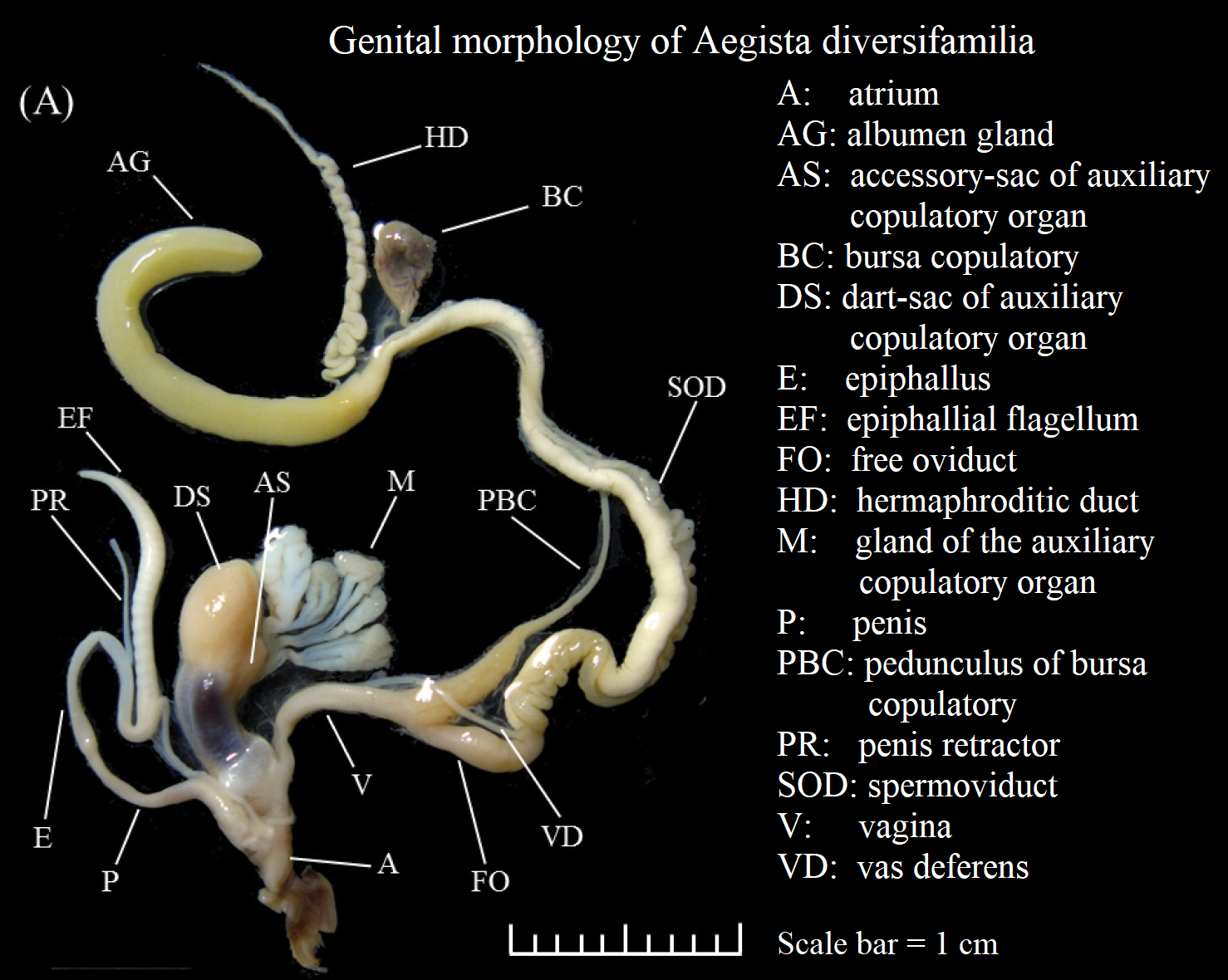
Die Geschlechtsorgane der Lungenschnecke Aegista diversifamilia
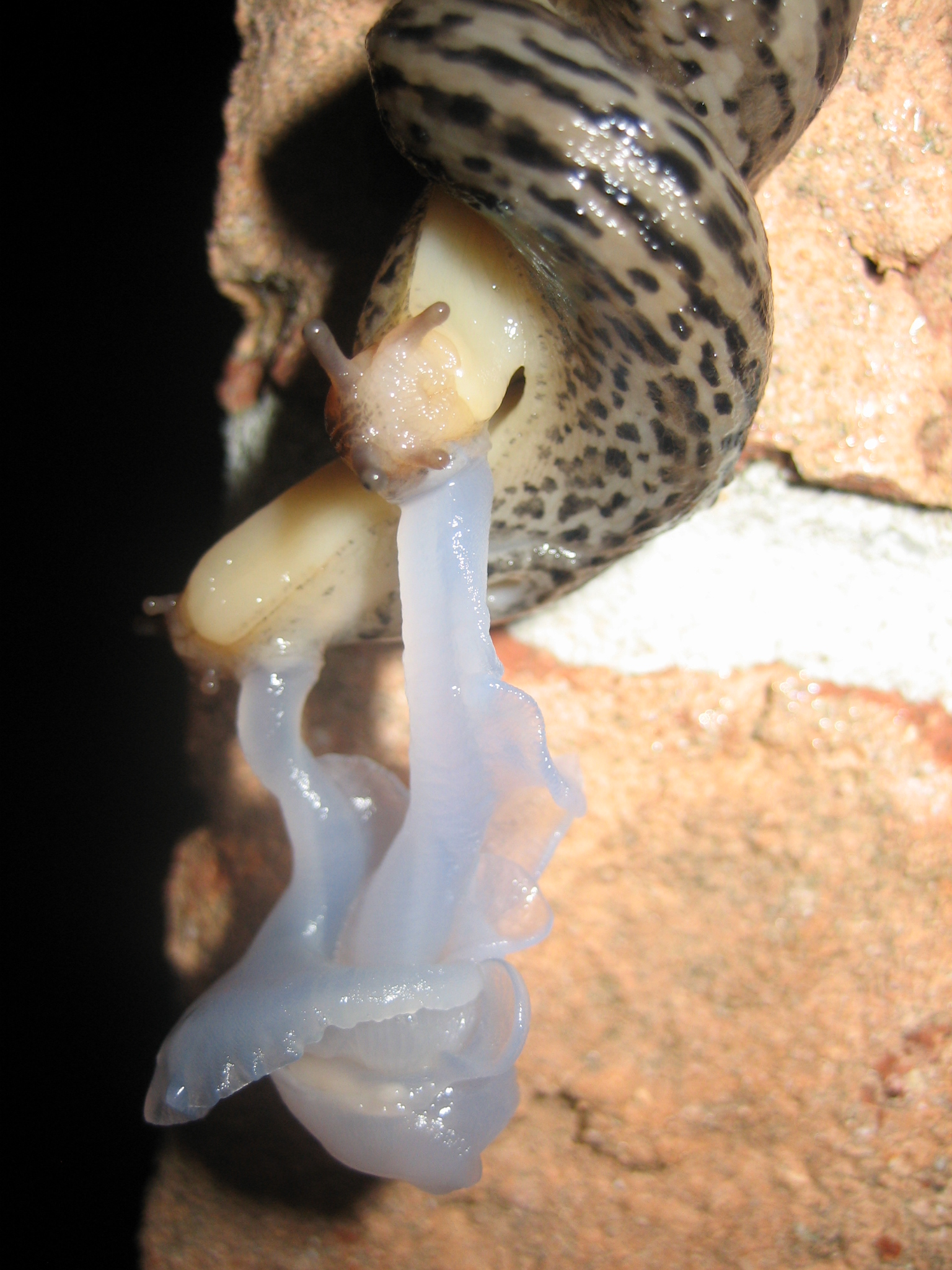
Als Zwitter begatten sich Schnecken, wie diese Tigerschnegel, wechselseitig
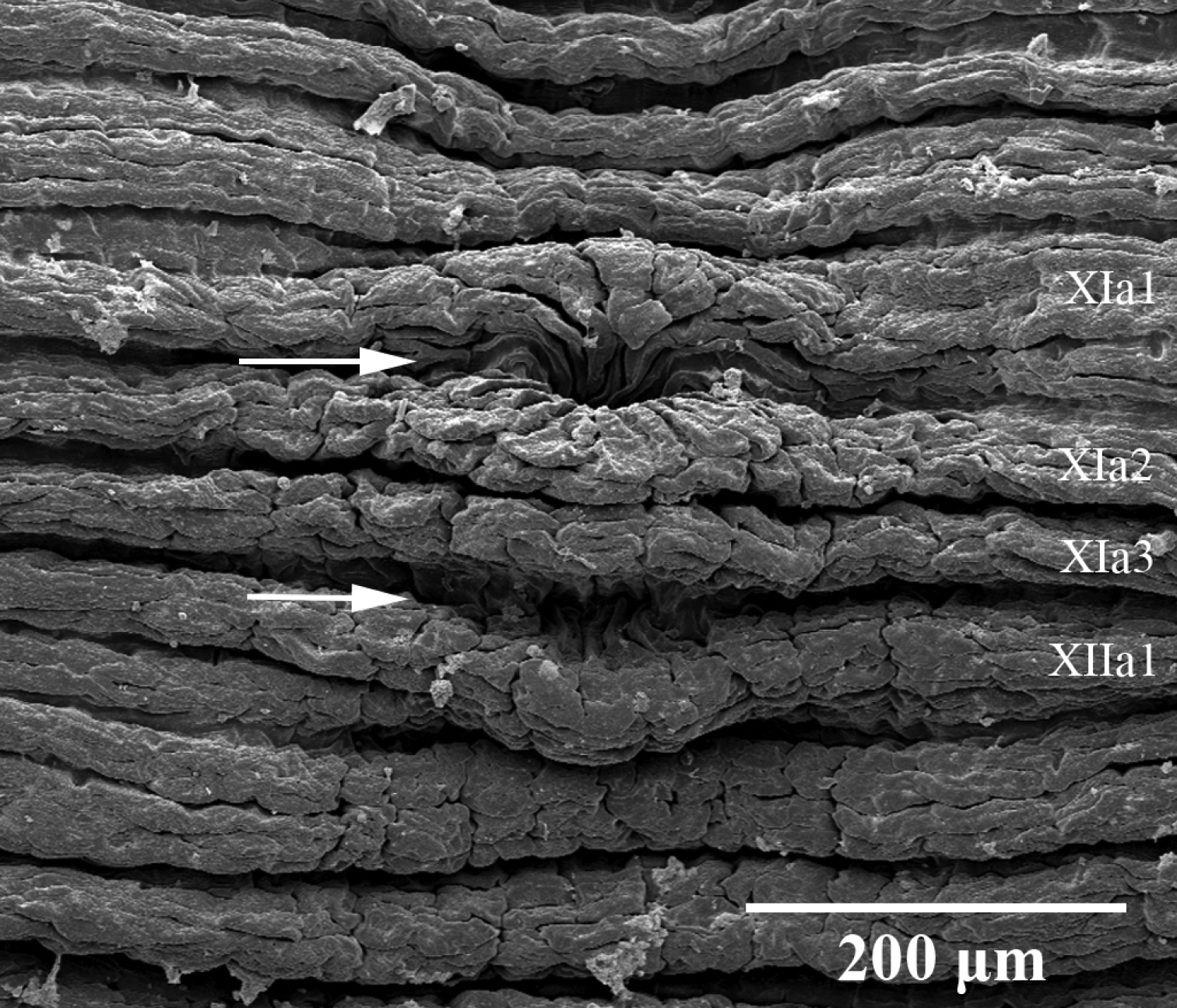
Rasterelektronenmikroskopische Aufnahme der Gonoporen eines Plattegels
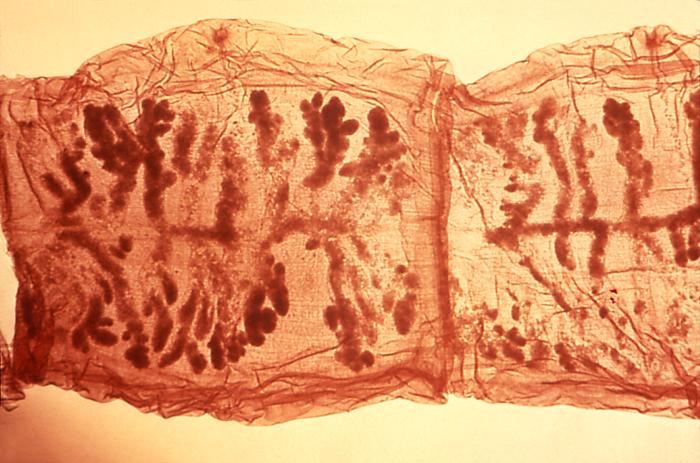
Glied des Schweinebandwurms mit Geschlechtsorganen